# Lamtheun
Lamtheun is een bestuurslaag in het regentschap Aceh Besar van de provincie Atjeh, Indonesië. Lamtheun telt 1096 inwoners (volkstelling 2010).